# Нечаєвський (Адигея)
Нечаєвський (рос. Нечаевский)  — хутір Гіагінського району Адигеї Росії. Входить до складу Дондуківського сільського поселення.
Населення —  24 особи (2015 рік). 